# Габултув
Габултув (пол. Gabułtów) — село в Польщі, у гміні Казімежа-Велька Казімерського повіту Свентокшиського воєводства.
Населення — 325 осіб (2011).
У 1975-1998 роках село належало до Келецького воєводства.

## Демографія
Демографічна структура на день 31 березня 2011 року:
|          | Загалом | Допрацездатний вік | Працездатний вік | Постпрацездатний вік |
| -------- | ------- | ------------------ | ---------------- | -------------------- |
| Чоловіки | 165     | 23                 | 117              | 25                   |
| Жінки    | 160     | 27                 | 83               | 50                   |
| Разом    | 325     | 50                 | 200              | 75                   |